# Elemento terrestre de combate
En el Cuerpo de Marines de los Estados Unidos, el Elemento Terrestre de Combate (en inglés: Ground Combat Element, GCE) es la fuerza terrestre de una Fuerza de Tareas Aeroterrestre de Marines. Proporciona la fuerza y la proyección de poder para la MAGTF.

## Funciones dentro de una MAGTF
El GCE tiene la misión de localizar, acercarse y destruir al enemigo con fuego y maniobra y repeler los asaltos enemigos con fuego y combate cercano. Proporciona los elementos de infantería, vehículos blindados, artillería, reconocimiento, antitanques y otras armas de combate. A menudo, a un GCE se le asignan orgánicamente zapadores, francotiradores, controladores aéreos de avanzada, elementos de comunicación y otras funciones de apoyo.

## Organización
El tamaño de un GCE varía en proporción al tamaño del MAGTF. Una Fuerza Expedicionaria de Marines tiene una división. Una Brigada Expedicionaria de Marines tiene un regimiento de infantería, a menudo reforzado con equipos y personal de otras unidades (tales como tanques y artillería). Una Unidad Expedicionaria de Marines tiene un batallón. Generalmente, las asignaciones de las MEF son permanentes, mientras que las MEB y MEU rotan sus GCE, ACE y LCE dos veces al año.

## Jerarquía de las unidades terrestres del Cuerpo de Marines

### 1.ª División de Marines - I Fuerza Expedicionaria de Marines
| Nombre del batallón                                    | Insignia | Sobrenombre      | Sobrenombre en español |
| ------------------------------------------------------ | -------- | ---------------- | ---------------------- |
| Batallón Cuartel General de la 1.ª División de Marines |          | Standard Bearers | Portaestandartes       |

#### 1.er Regimiento de Marines
| Nombre del batallón           | Insignia | Sobrenombre        | Sobrenombre en castellano |
| ----------------------------- | -------- | ------------------ | ------------------------- |
| 1.er Batallón 1.er Regimiento |          | First of the First | Primero del Primero       |
| 2.º Batallón 1.er Regimiento  |          | The Professionals  | Los Profesionales         |
| 3.er Batallón 1.er Regimiento |          | Thundering Third   |                           |
| 1.er Batallón 4.º Regimiento  |          | The China Marines  | Marines de China          |

#### 5.º Regimiento de Marines
| Nombre del batallón          | Insignia | Sobrenombre              | Sobrenombre en español   |
| ---------------------------- | -------- | ------------------------ | ------------------------ |
| 1.er Batallón 5.º Regimiento |          | Geronimo                 | Gerónimo                 |
| 2.º Batallón 5.º Regimiento  |          | Raiders                  | Incursores               |
| 3.er Batallón 5.º Regimiento |          | Darkhorse                | Caballo Oscuro           |
| 2.º Batallón 4.º Regimiento  |          | The Magnificent Bastards | Los Magníficos Bastardos |

#### 7.º Regimiento de Marines
| Nombre del batallón          | Insignia | Sobrenombre      | Sobrenombre en español |
| ---------------------------- | -------- | ---------------- | ---------------------- |
| 1er. Batallón 7.º Regimiento |          | First Team       | Primer Equipo          |
| 2.º Batallón 7.º Regimiento  |          | War Dogs         | Perros de la Guerra    |
| 3.er Batallón 7.º Regimiento |          | The Cutting Edge | El Filo que Corta      |
| 3.er Batallón 4.º Regimiento |          | Darkside         | El Lado Oscuro         |

#### 11.º Regimiento de Marines
| Nombre del batallón           | Insignia | Sobrenombre | Sobrenombre en castellano |
| ----------------------------- | -------- | ----------- | ------------------------- |
| 1.er Batallón 11.º Regimiento |          |             |                           |
| 2.º Batallón 11.º Regimiento  |          |             |                           |
| 3.er Batallón 11.º Regimiento |          |             |                           |
| 5.º Batallón 11.º Regimiento  |          |             |                           |

#### Otros batallones de la 1.ª División de Marines
| Nombre del batallón                             | Insignia | Sobrenombre     | Sobrenombre en castellano |
| ----------------------------------------------- | -------- | --------------- | ------------------------- |
| 1.er Batallón de Tanques                        |          | 1st Tanks       | Primero de Tanques        |
| 1.er Batallón de Reconocimiento Blindado Ligero |          | Highlander      |                           |
| 3.er Batallón de Reconocimiento Blindado Ligero |          | Wolfpack        | Manada de Lobos           |
| 1.er Batallón de Reconocimiento                 |          |                 |                           |
| 1.er Batallón de Ingenieros de Combate          |          | The Super Breed | La Súper Raza             |
| 3.er Batallón de Asalto Anfibio                 |          | 3rd Tracks      |                           |

### 2.ª División de Marines - Fuerza Expedicionaria de Marines
| Nombre del batallón                                    | Insignia | Sobrenombre | Sobrenombre en español |
| ------------------------------------------------------ | -------- | ----------- | ---------------------- |
| Batallón Cuartel General de la 2.ª División de Marines |          |             |                        |

#### 2.º Regimiento de Marines
| Nombre del batallón          | Insignia | Sobrenombre     | Sobrenombre en castellano |
| ---------------------------- | -------- | --------------- | ------------------------- |
| 1.er Batallón 2.º Regimiento |          | Timberwolf      | Lobo Gris                 |
| 2.º Batallón 2.º Regimiento] |          | Warlords        | Señores de la Guerra      |
| 3.er Batallón 2.º Regimiento |          | Betio Bastards  | Los Bastardos de Betio    |
| 3.er Batallón 9.º Regimiento |          | Shadow Warriors | Guerreros de las Sombras  |

#### 6.º Regimiento de Marines
| Nombre del batallón          | Insignia | Sobrenombre         | Sobrenombre en español |
| ---------------------------- | -------- | ------------------- | ---------------------- |
| 1.er Batallón 6.º Regimiento |          | '1/6 HARD'          |                        |
| 2.º Batallón 6.º Regimiento  | <        | The Ready Battalion |                        |
| 3.er Batallón 6.º Regimiento |          | Teufelhunden        | Perros del Diablo      |
| 2.º Batallón 9.º Regimiento  |          | Hell in a Helmet>   |                        |

#### 8.º Regimiento de Marines
| Nombre del batallón          | Insignia | Sobrenombre           | Sobrenombre en español |
| ---------------------------- | -------- | --------------------- | ---------------------- |
| 1.er Batallón 8.º Regimiento |          | The Beirut Battalion' | El Batallón Beirut     |
| 2.º Batallón 8.º Regimiento  |          | America's Battalion   |                        |
| 3.er Batallón 8.o Regimiento |          |                       |                        |
| 1.er Batallón 9.º Regimiento |          | The Walking Dead      | Los Muertos Caminantes |

#### 10.º Regimiento de Marines
| Nombre del batallón           | Insignia | Sobrenombre          | Sobrenombre en castellano |
| ----------------------------- | -------- | -------------------- | ------------------------- |
| 1.er Batallón 10.º Regimiento |          | Nightmare            |                           |
| 2.º Batallón 10.º Regimiento  |          | Pathfinder Battalion |                           |
| 3.er Batallón 10.º Regimiento |          | Seven For One        |                           |
| 5.º Batallón 10.º Regimiento  |          | The Five and Dime    |                           |

#### Otros batallones de la 2.ª División de Marines
| Nombre del batallón                            | Insignia | Sobrenombre | Sobrenombre en español |
| ---------------------------------------------- | -------- | ----------- | ---------------------- |
| 2.º Batallón de Tanques                        |          | Iron Horse  | Caballo de Hierro      |
| 2.º Batallón de Reconocimiento Blindado Ligero |          | Destroyers  | Destructores           |
| 2.º Batallón de Reconocimiento                 |          |             |                        |
| 2.º Batallón de Ingenieros de Combate          |          |             |                        |
| 2.º Batallón de Asalto Anfibio                 |          | 2nd Tracks  |                        |

### 3.ª División de Marines - III Fuerza Expedicionaria de Marines
| Nombre del batallón                                    | Insignia | Sobrenombre | Sobrenombre en castellano |
| ------------------------------------------------------ | -------- | ----------- | ------------------------- |
| Batallón Cuartel General de la 3.ª División de Marines |          |             |                           |

#### 3.erRegimiento de Marines
| Nombre del batallón           | Insignia | Sobrenombre         | Sobrenombre en español |
| ----------------------------- | -------- | ------------------- | ---------------------- |
| 1.er Batallón 3.er Regimiento |          | Lava Dogs           | Perros de Lava         |
| 2.º Batallón 3.er Regimiento  |          | Nightfighters       | Combatientes Nocturnos |
| 3.er Batallón 3.er Regimiento |          | America's Battalion |                        |
| 1.er Batallón 12.º Regimiento |          |                     |                        |

#### 4.º Regimiento de Marines
| Nombre del batallón          | Insignia | Sobrenombre              | Sobrenombre en castellano |
| ---------------------------- | -------- | ------------------------ | ------------------------- |
| 1.er Batallón 4.º Regimiento |          | The China Marines        |                           |
| 2.º Batallón 4.º Regimiento  |          | The Magnificent Bastards | Los Magníficos Bastardos  |
| 3.er Batallón 4.º Regimiento |          | Third Herd               | La Tercera Manada         |

#### 12.º Regimiento de Marines
| Nombre del batallón           | Insignia | Sobrenombre            | Sobrenombre en castellano |
| ----------------------------- | -------- | ---------------------- | ------------------------- |
| 1.er Batallón 12.º Regimiento |          |                        |                           |
| 3.er Batallón 12.º Regimiento | >        | Warrior of the Pacific | Guerrero del Pacífico     |

#### Otros batallones de la 3.ª División de Marines
| Nombre del batallón             | Insignia | Sobrenombre        | Sobrenombre en castellano |
| ------------------------------- | -------- | ------------------ | ------------------------- |
| 3.er Batallón de Reconocimiento |          | The Forward Shadow | La Sombra de Avanzada     |

### 4.ª División de Marines - Fuerzas de Reserva del Cuerpo de Marines
| Nombre del batallón                                    | Insignia | Sobrenombre | Sobrenombre en español |
| ------------------------------------------------------ | -------- | ----------- | ---------------------- |
| Batallón Cuartel General de la 4.ª División de Marines |          |             |                        |

#### 14.º Regimiento de Marines
| Nombre del batallón           | Insignia | Sobrenombre  | Sobrenombre en castellano |
| ----------------------------- | -------- | ------------ | ------------------------- |
| 1.er Batallón 14.º Regimiento |          | At The Ready | Preparados                |
| 2.º Batallón 14.º Regimiento  |          |              |                           |
| 3.er Batallón 14.º Regimiento |          |              |                           |
| 4.º Batallón 14.º Regimiento  |          |              |                           |
| 5.º Batallón 14.º Regimiento  |          |              |                           |

#### 23.erRegimiento de Marines
| Nombre del batallón           | Insignia | Sobrenombre     | Sobrenombre en castellano |
| ----------------------------- | -------- | --------------- | ------------------------- |
| 1.er Batallón 23.º Regimiento |          | Fighting Texans |                           |
| 2.º Batallón 23.º Regimiento  |          |                 |                           |
| 3.er Batallón 23.º Regimiento |          |                 |                           |

#### 24.º Regimiento de Marines
| Nombre del batallón           | Insignia | Sobrenombre               | Sobrenombre en castellano |
| ----------------------------- | -------- | ------------------------- | ------------------------- |
| 1.er Batallón 24.º Regimiento |          | The Terror from the North | El Terror del Norte       |
| 2.º Batallón 24.º Regimiento  |          | The Mad Ghosts            | Los Fantasmas Locos       |
| 3.er Batallón 24.º Regimiento |          |                           |                           |

#### 25.º Regimiento de Marines
| Nombre del batallón           | Insignia | Sobrenombre         | Sobrenombre en castellano |
| ----------------------------- | -------- | ------------------- | ------------------------- |
| 1.er Batallón 25.º Regimiento | >        | New England's Own   |                           |
| 2.º Batallón 25.º Regimiento  |          |                     |                           |
| 3.er Batallón 25.º Regimiento |          | Cold Steel Warriors | Guerros del Acero Frío    |

#### Otros batallones de la 4.ª División de Marines
| Nombre del batallón                            | Insignia | Sobrenombre        | Sobrenombre en castellano |
| ---------------------------------------------- | -------- | ------------------ | ------------------------- |
| 4.º Batallón de Tanques                        |          |                    |                           |
| 4.º Batallón Blindado Ligero de Reconocimiento |          | Iron Horse Marines |                           |
| 4.º Batallón de Reconocimiento                 |          |                    |                           |
| 4.º Batallón de Ingenieros de Combate          |          |                    |                           |
| 4.º Batallón de Asalto Anfibio                 |          |                    |                           |